# Franz Jarnach

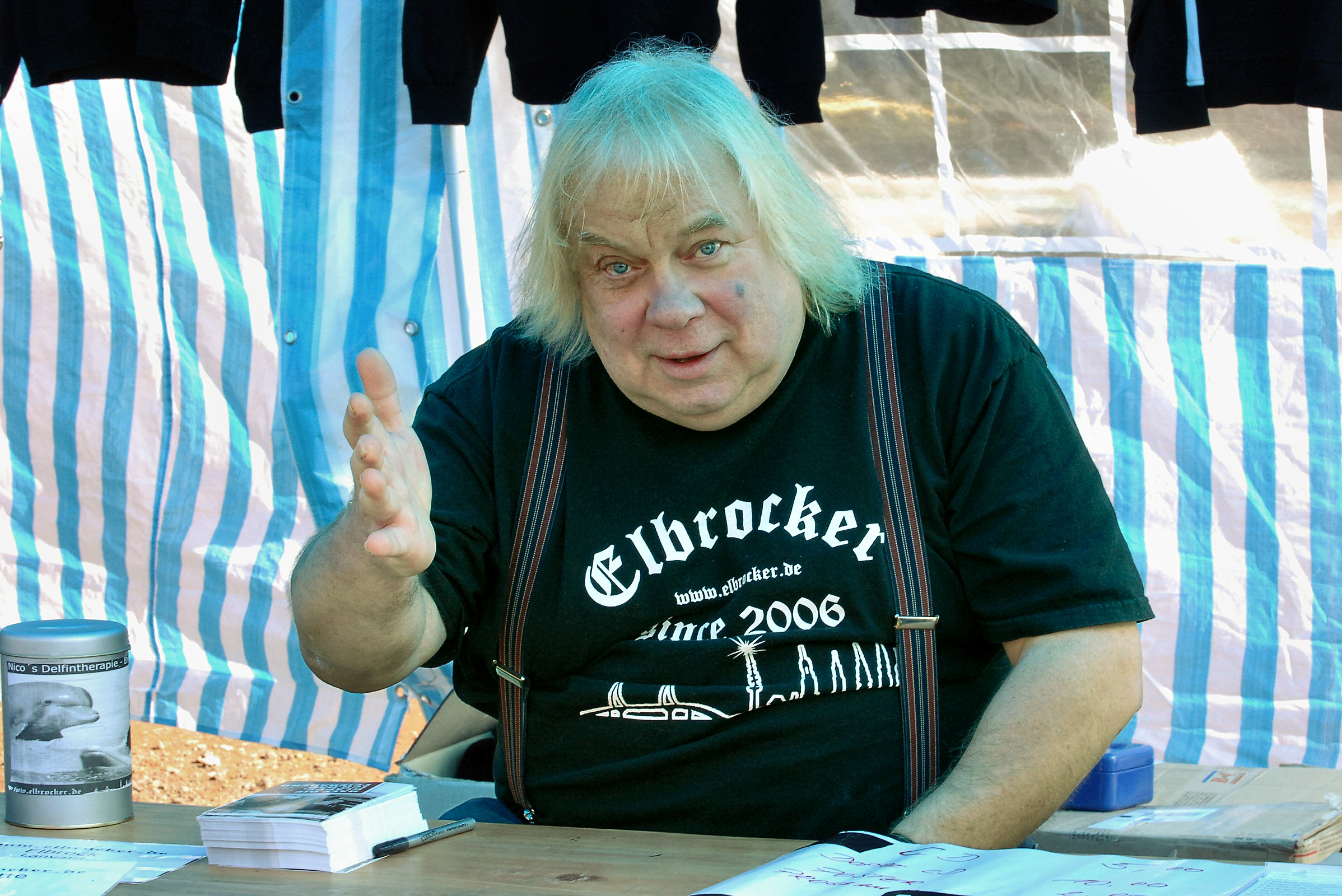
Franz Jarnach (2007)

Franz Jarnach (* 14. Oktober 1943 in Bad Godesberg; † 16. Januar 2017 in Hamburg) war ein deutscher Musiker und Schauspieler.

## Leben

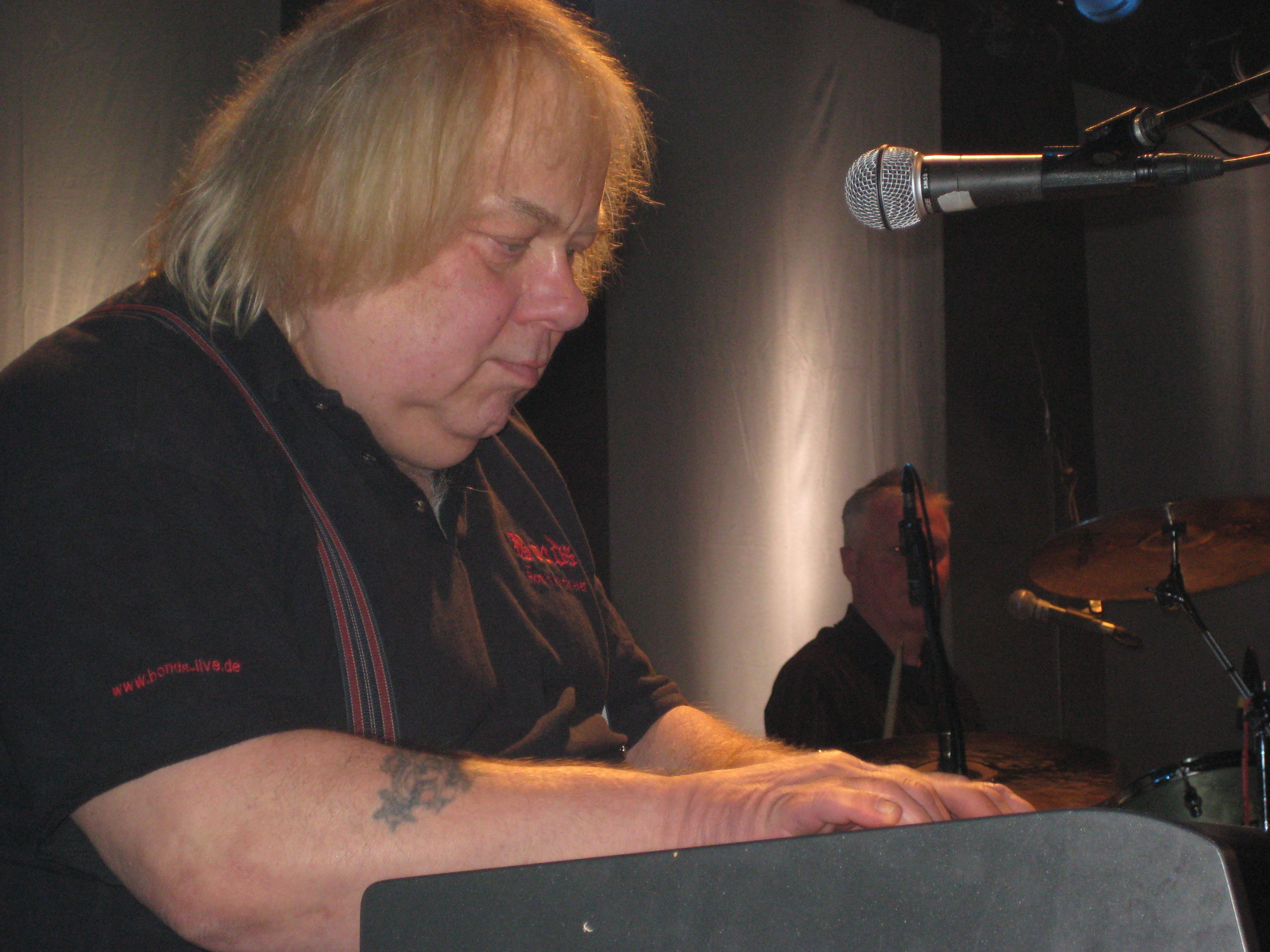
Franz Jarnach beim Auftritt mit Lee Curtis und The Bonds beim 2. Hamburg Sound Festival (29. März 2008)

Franz Jarnach war der Sohn von Philipp Jarnach, Musikprofessor und erster Direktor der Hochschule für Musik und Theater Hamburg. Als Vierjähriger erhielt er Klavierunterricht, mit zwölf Jahren begeisterte er sich für Rock ’n’ Roll. Franz Jarnach lebte seit 1950 in Hamburg, unterbrochen von einem sechsjährigen Italienaufenthalt in den 1970er-Jahren. Er spielte unter seinem Künstlernamen Mr. Piggi rund vier Jahrzehnte vor allem in Hamburger Rock-’n’-Roll-Formationen als Pianist und Keyboarder. Unter anderem spielte er mit Tony Sheridan, Lee Curtis und den Rattles. Außerdem begleitete er Schlagersänger wie Jürgen Drews und Roland Kaiser. Zuletzt trat Mr. Piggi mit Ralf „Franny“ Hartmann (Franny and the Fireballs) als Schildkröte-Duo auf und präsentierte Rock ’n’ Roll, Blues und Balladen in „piggigantischer“ Weise.

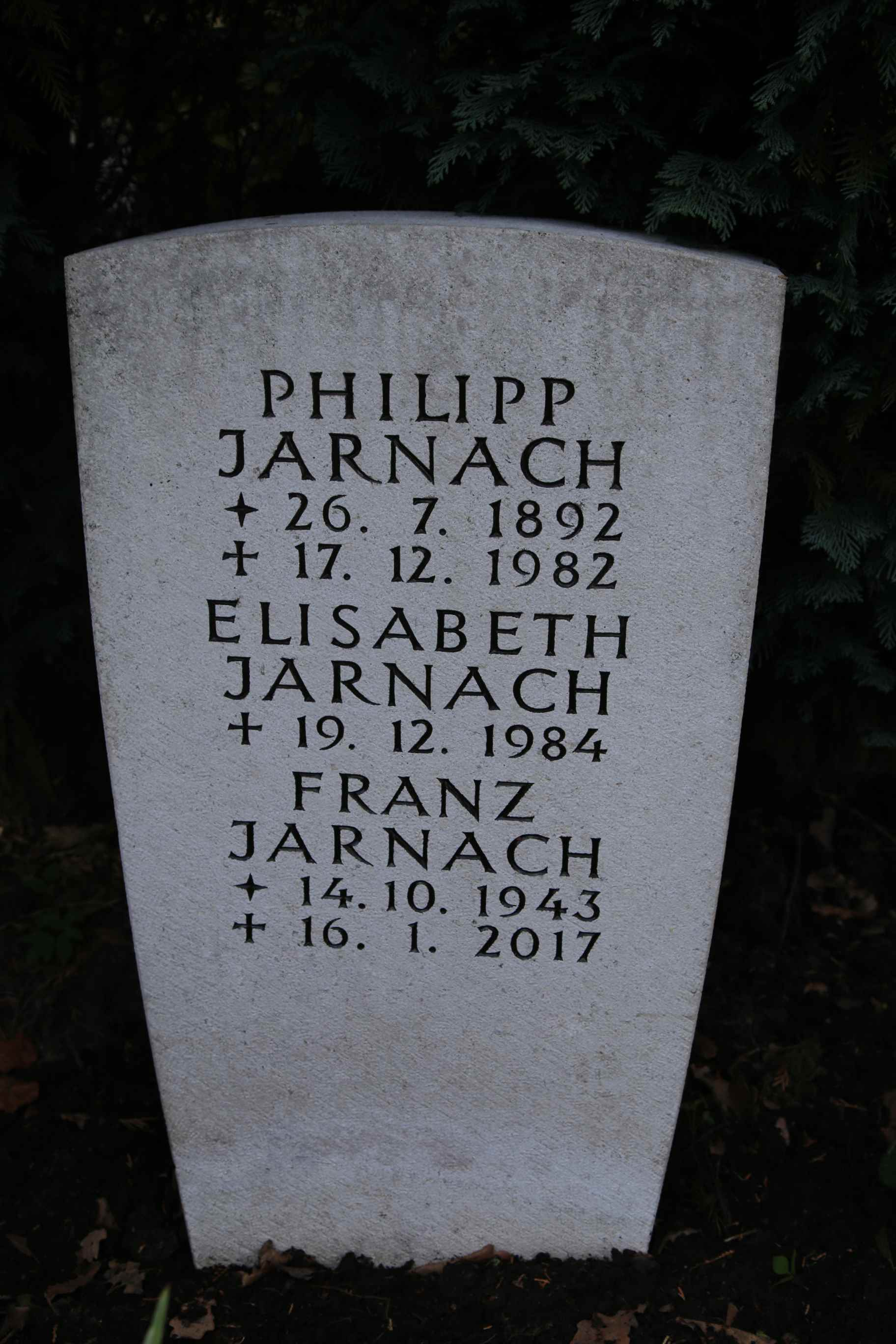
Der Grabstein der Jarnachs auf dem Friedhof Ohlsdorf

Dem Fernsehpublikum wurde Jarnach bekannt, als er 2004 in Olli Dittrichs Improvisations-Comedyserie Dittsche die Rolle des Baumarktmitarbeiters Schildkröte übernahm, eines wortkargen Imbiss-Stammgastes, der sein Feierabendbier trinkt und in Ruhe gelassen werden will, was er in der Regel mit seinem Standardsatz „Halt die Klappe, ich hab’ Feierabend!“ zum Ausdruck brachte. Namensgebend für die Figur, die beruflich „im Baumarkt an der Säge steht“, war seine Jacke aus Krokodillederimitat.
In der Nacht zum 16. Januar 2017 starb Jarnach im Alter von 73 Jahren an einem Herzinfarkt. Er fand seine letzte Ruhestätte auf dem Friedhof Ohlsdorf im Familiengrab (Grab-Nr. BL64 (708)) mit seinem Vater Philipp und dessen zweiter Frau Elisabeth.

## Fernsehen
- 1967: Beat-Club: Keyboarder für Lee Curtis and the All-Stars – Looking Back (Folge 16, 21. Januar 1967)
- 2004–2016 Dittsche (WDR/Das Erste)
- 2005: Johannes B. Kerner (ZDF)
- 2007: Inas Nacht, Folge 3 der 1. Staffel, NDR
- 2009: Dora Heldt – Urlaub mit Papa, als Kneipengast (ZDF)
- 2012: Großstadtrevier, Folge 4 der 26. Staffel als Imbissbesitzer Horst (ARD)
- 2012: Notruf Hafenkante, Folge 3 der 7. Staffel als Imbissgast (ZDF)